# La Famille de l'infant Don Louis de Bourbon
La Famille de l'infant Don Louis de Bourbon (en espagnol : La familia del infante don Luis de Borbón) est un tableau réalisé par Francisco de Goya en 1784, et conservé à la Fondation Magnani-Rocca (it), à Mamiano di Traversetolo, dans la province de Parme en Italie.

## Contexte de l'œuvre
Durant les années 1780, Francisco de Goya entre en contact avec la haute société madrilène ; il se lie en particulier avec la petite cour que l’infant don Louis Antoine de Bourbon, frère cadet du roi d'Espagne Charles III, avait créée à Arenas de San Pedro au palais de la Mosquera, avec le musicien Luigi Boccherini, l'architecte Ventura Rodríguez et d’autres personnalités de la culture espagnole. Des relations de Goya avec ce cercle, nous sont parvenus plusieurs portraits individuels, notamment de l'épouse de l'infant, María Teresa de Vallabriga, et ce tableau représentant la famille de l'infant ; il s'agit du premier portrait de groupe important peint par Goya.
Une lettre de Goya à son ami Martín Zapater, datée du 20 septembre 1783, évoque cette période de création : « Je reviens d'Arenas, très fatigué. Son Altesse m'a couvert de cadeaux, j'ai fait son portrait, celui de sa femme, fils et fille, avec un succès inattendu car d'autres peintres s'étaient déjà mesurés, sans succès, dans cette entreprise ».

## Description du tableau
La toile, réalisée en 1784, de grande dimension (248 × 330 cm), représente l'artiste en train de peindre une scène familiale, située de nuit, éclairée par une bougie sur une table. L'infant d'Espagne Don Louis de Bourbon est entouré de ses proches, à Arenas de San Pedro, où l'infant mourra l'année suivant la réalisation du tableau. Il s'agit d'un portrait non officiel d'une famille au sens large (les domestiques en font également partie).
Quatorze personnes figurent sur cette toile : l'infant, douze de ses proches, ainsi que le peintre lui-même. Au centre du tableau, l'infant Don Louis est représenté assis à une table, de profil, en train de jouer au solitaire avec des cartes (elles sont très lisibles sur la table), tandis qu'un coiffeur peigne sa femme Maria Teresa de Vallabriga, elle aussi assise, en chemise de nuit blanche. Derrière l'infant, dans la partie gauche du tableau, Goya s'est représenté de dos, alors qu'il s'apprête à peindre le tableau : il est observé par deux dames d'honneur, Antonia de Vanderbrocht et Petronila Valdearenas (elles apportent un plateau avec des ornements pour la chevelure de l'infante) et par la fille de l'infant, Maria Teresa, qui regarde le peintre ; le fils aîné de l'infant, Louis, vêtu de bleu, peint de profil, est debout à côté de sa sœur.
La partie droite est occupée par une nourrice tenant dans ses bras María Luisa (es), la plus jeune fille de l'infant ; quatre hommes se tiennent à ses côtés, en face de l'infant : dans l'un d'entre eux, avec une perruque grise, on a reconnu soit Luigi Boccherini, soit Francisco del Campo, secrétaire de l'infante.

## Histoire du tableau
Le tableau, propriété de la fille de don Louis, María Teresa, comtesse de Chinchòn, est transférée au palais de l'infant don Luis à Boadilla del Monte vers 1820, puis passe dans les collections de Luisa Carlota Manuela de Godoy, fille de María Teresa et Manuel Godoy. Une mention explicite du tableau figure en 1832 dans l'Inventario de todos los cuadros, pinturas, marcos sueltos y estampas que quedan colocados en el Palacio de Boadilla, ainsi que dans l'inventaire de 1886, établi à la mort de Luisa Carlotta, avec une évaluation de 25 000 pesetas. Luisa Carlota avait épousé en novembre 1821 le prince romain Camillo Ruspoli et, après leur mort, l'œuvre entre par héritage dans la famille Ruspoli à Rome, puis dans la collection Contini Bonacossi à Florence ; en 1974, elle entre dans les collections de Luigi Magnani (it) qui crée en 1978 la Fondation Magnani-Rocca, collection privée de maîtres anciens et d'art moderne, où le tableau est exposé.